# توماس جي. ماهون
توماس جي. ماهون هو قاضي وسياسي أمريكي، ولد في مارس 1882، وتوفي في 24 سبتمبر 1927. نشط حزبياً في الحزب الجمهوري. وقد انتخب عضو جمعية ولاية ويسكونسن ‏.